# Đình Đào Nguyên
Đình Đào Nguyên là 1 ngôi đình cổ ở thôn Đào Nguyên, xã An Thượng, huyện Hoài Đức, thành phố Hà Nội.

## Vị trí
Đình quay mặt về hướng đê tả Đáy của huyện Hoài Đức. Trước đình là một cái ao sâu và rộng. Phía bên phải và phía bên trái là khu dân cư, phía trước còn có Nhà Văn hoá thôn và Trường Mẫu giáo thôn.

## Di tích
Trong đình có một cái chuông lớn. Trước đây đình bị tàn phá do thực dân Pháp nên chuông đã bị giảm tiếng vang.
Đình được Bộ Văn Hoá thông tin xếp hạng là di tích lịch sử văn hoá.
Cứ vào ngày 10/2 âm lịch hàng năm nhân dân làng Đào Nguyên lại nô nức tổ chức lễ hội truyền thống hàng năm.

## Lễ hội
Hàng năm, đình tổ chức lễ hội vào ngày 10/2 âm lịch.